# Округ Фултон (Илиноис)
Округ Фултон (енгл. Fulton County) је округ у америчкој савезној држави Илиноис.

## Демографија
По попису из 2010. године број становника је 37.069, што је 1.181 (-3,1%) становника мање 2000. године.
| Група             | 2000.          | 2010.          |
| Белци             | 36.068 (94,3%) | 34.397 (92,8%) |
| Афроамериканци    | 1.378 (3,6%)   | 1.269 (3,4%)   |
| Азијати           | 93 (0,2%)      | 112 (0,3%)     |
| Хиспаноамериканци | 478 (1,2%)     | 896 (2,4%)     |
| Укупно            | 38.250         | 37.069         |